# Tocos do Moji
Tocos do Moji är en kommun i Brasilien.   Den ligger i delstaten Minas Gerais, i den sydöstra delen av landet, 800 km söder om huvudstaden Brasília. Antalet invånare är 3 950.
Omgivningarna runt Tocos do Moji är huvudsakligen savann. Runt Tocos do Moji är det ganska glesbefolkat, med 42 invånare per kvadratkilometer.